# 电流表
电流表（英語：Ammeter）又称安培计，是测量电流的仪表，主要类型有转动线圈式电流表、转动铁片式电流表、热偶式电流表、热线式电流表以及钳形电流表等。

## 转动线圈式电流表
转动线圈式电流表（galvanometer）装有一分流器（shunt）以降低敏感度，它只能用于直流，但加一整流器（rectifier）也可用于交流。

## 转动铁片式电流表
转动铁片式电流表中，当被测电流流过固定线圈时，产生磁场，一块软铁片在所产生的磁场中转动，能用来测试交流或直流，比较耐用，但不及转动线圈式电流表灵敏。

## 热偶式电流表
热偶式电流表也能用于交流或直流，其中有一电阻器，当电流流过时，电阻器热量上升，电阻器与热偶接触，热偶与一表头相连，从而构成热偶式电流表，这种间接式电表主要用来测量高频交流。

## 热线式电流表
热线式电流表在使用时，夹住线的两端，线被加热，它的延长部分使指针在刻度上转动。

## 钳形电流表
使用时把钳口夹在电线上，通过电磁感应原理来测量线上的电流。优点是不必切断待测导线，但大多只能用来测交流电，高階鉗形電流表才可以測量直流電流。

## 參看
- 电压表
- 歐姆定律
- 電磁學
- 電流
- 電壓
- 電阻